# J.W. Hornemann
Jens Wilken Hornemann (født 6. marts 1770 i Marstal, død 30. juli 1841 i København) var en dansk botaniker, professor i botanik ved Københavns Universitet (fra 1808), direktør for Botanisk Have (fra 1817) og udgiver af seks bind (Vol. VIII-Vol. XIII) af Flora Danica med 1.080 tavler. Han var bror til Christian Hornemann.
Han boede mellem 1804 og 1841 i Nyhavn 4, som var havens embedsbolig bag Charlottenborg.
Standard auktorbetegnelse for arter beskrevet af Jens Wilken Hornemann: Hornem.

## Ungdom
Jens Wilken Hornemann blev født 6. marts 1770 i Marstal. Hans far, Jacob Utzon Hornemann, var præst i Marstal. Hans mor Margrethe Dorothea var født Sadolin. Efter at have fået undervisning hos sin far til han var 14 år, kom han to år i huset hos sognepræsten i Vester Skjerninge, Morten Thomsen Bredsdorff, der senere blev gift med Hornemanns søster. Den gymnasiale forberedelse til studentereksamen fik han i København fra sit 16. til 18. år af Jens Bindesbøll, der senere blev hans svoger, og af sin ældre bror, Christian Hornemann. Han blev student i 1788.
Da Hornemann allerede mistede sin far da han var 17 år, måtte han give undervisning for at kunne klare sig, og han bestemte sig for at studere medicin. I nogle år tilbragte han skiftevis sommeren som huslærer hos kammerherre Rosenørn på Ulriksholm (Fyn) og vinteren i København, hvor han fortsatte sit studium.
Forelæsningerne i naturlære af den Linné-inspirerede dansk-norske botaniker Martin Vahl begejstrede Hornemann og fik stor betydning for ham. Han opgav snart efter det medicinske studium, fordi han blev opfordret til det af sine naturhistoriske lærere, især Vahl og Abildgaard (muligvis Peter Christian Abildgaard), men også ud fra sine egne motiver. Derefter koncentrerede han sig udelukkende om botanikken. En særlig grund var også, at Johan Bülow i 1793 havde udsat præmier for de to bedste danske økonomiske plantelærer. Hornemann fik førstepræmien af Naturhistorie-selskabet, og i 1796 udkom det præmierede skrift under navnet Forsøg til en dansk økonomisk Plantelære. Det fik så megen succes, at en anden udgave udkom i 1806 og en betydeligt forøget udgave 1821-37.

## Udenlandsrejse 1798-1801
Fra 1798 – 1801 rejste Hornemann sammen med Henrik Steffens på en udlandsrejse til Tyskland, Frankrig og England, der sluttede med et 5 måneders ophold i London. Flere af hans hjemsendte rejseerindringer og breve fra den tre år lange rejse blev trykt i forskellige tidsskrifter. Udover den nye viden, han tilegnede sig på denne rejse, havde de talrige bekendtskaber, han gjorde med fremragende, især franske, botanikere, stor betydning for hans fremtidige liv.
En del af rejsen, navnlig til Pyrenæerne, foretog han i selskab med Niels de Hofman-Bang, som han havde sluttet et tæt venskab med. En omfattende samling af breve (omkring 330) fra Hornemann til Hofman-Bang og et tilsvarende antal fra ham til Hornemann, findes opbevaret i Botanisk Haves Bibliotek. Han rejste også en tid sammen med Jens Rathke, der senere blev professor i Christiania, og med hvem han stod i livlig brevveksling lige til sin død.

## Karriere
Straks efter Hornemanns hjemkomst fra udlandet blev han ansat af det Classenske fideikommis til at have opsyn med dets skove, men blev allerede i juni 1801 blev udnævnt til lektor i botanik ved den Botaniske Have, en stilling som han havde ansøgt i konkurrence med Carl Gottlob Rafn. Kort efter (9. oktober 1801) blev han gift med sin slægtning Marie Judithe Hornemann (født 1779), datter af professor Claus Frees Hornemann. Hornemann blev i 1803 valgt til sekretær i Landhusholdningsselskabet, en post han havde til 1817.
Efter Vahls død i 1804 fik Hornemann overdraget ansvaret for den fortsatte udgivelse af Flora Danica, et arbejde han tog sig af 1805-40; et længere tidsrum end nogen anden af værkets mange udgivere. Hornemann foretog adskillige rejser rundt omkring i Danmark og tilstødende lande for at samle planter ind til illustrationerne, og var som regel ledsaget af tegneren Bayer, ofte i selskab med Hofman (Bang), i Holsten sammen med professor Nolte og i Norge med Wormskjold og Christen Smith, som senere blev professor i Christiania.
Hornemann blev Vahls efterfølger som professor i botanik ved Københavns Universitet, først i 1808 som ekstraordinær professor og i 1817 som ordinær professor i botanik og dermed også direktør for Botanisk Have i København. Som professor uddannede her en hel række af sin generations betydningsfulde botanikere som Christen Smith, Nathaniel Wallich, Morten Wormskiold, Johan Lehmann, Joakim Schouw, Salomon Drejer, Bernhard Kamphøvener og Frederik Liebmann, som blev gift med Hornemanns yngste datter. Den senere professor i botanik Johan Lange opholdt sig i to år som ung student i Hornemanns hus. Den botaniske gartner Frederik Ludvig Holbøll var Hornemanns ven og støtte ved ledelsen af den Botaniske Have.

## Alderdom
I 1839 blev han fritaget for at holde forelæsninger, og i 1840 fik han tilladelse til at overdrage udgivelsen af Flora Danica til Salomon Drejer. Han døde 30. juli 1841. Hans store herbarium blev overtaget af Botanisk Have mod en årlig livrente til hver af hans tre efterladte døtre, nu befinder det sig på Botanisk Museum i København. Hans hustru døde allerede 1830. Han havde to sønner, nemlig hygiejnikeren Claus Jacob Emil Hornemann og overlæge i Søetaten Christian Wilken Hornemann (død 1892).
Hornemann er begravet på Assistens Kirkegård. Der findes et maleri af Constantin Hansen fra 1830 (Frederiksborgmuseet), litograferet hos N.B. Krossing. Stik af Gilles-Louis Chrétien efter tegning af Fouquet.

## Privatliv
H.C. Andersen var en hyppig gæst i Hornemanns hjem i København. Andersen brugte ham som model for "den botaniske Professor, der bor ved siden af", og forstår blomsternes bevægelser (pantomime), i fortællingen "Den lille Idas blomster".

## Hædersbevisninger
I 1813 blev Hornemann medlem af Videnskabernes Selskab, og har bidraget med flere afhandlinger til derts skrifter. I 1815 blev han Ridder af Dannebrog, i 1829 blev han etatsråd, og ved universitetets jubelfest i 1836 æresdoktor og samtidig Dannebrogsmand.
Flere planteslægter var tidligere opkaldt efter Hornemann, men ifølge ændrede nomenklaturregler skal slægtsnavne være synonymer. Det betyder fx at navnet Hornemannia Vahl, som Martin Vahl i 1810 døbte en caraibisk slægt i lyngfamilien (Ericaceae), i 1827 blev omdøbt til Symphysia C.B. Presl. Flere artsnavne er opkaldt efter Hornemann, bl.a. mos-dueurt Epilobium hornemannii Rchb. (der er almindelig i Skandinavien og Grønland, men ikke findes i Danmark), rødalgen Portieria hornemannii (Lyngbye) P.C.Silva, fuglen hvidsisken (Carduelis hornemanni Holbøll) og basidiesvampen Stropharia hornemannii (Fr.) S. Lundell & Nannf.

## Værker
Hornemanns hovedværk Forsøg til en dansk økonomisk Plantelære var den første detaljerede beskrivelse af Danmarks flora. Bogen udkom i den beskrivende botaniks blomstringstid, og indeholder ikke alene meget omhyggelige beskrivelser af alle danske, holstenske, norske, islandske og grønlandske planter, men også detaljerede oplysninger om planternes forekomst og udbredelse i landene. Med sine indgående beskrivelser af alle vores blomsterplanter og de udførlige oplysninger om voksesteder bidrog Hornemanns plantelære meget til at fremkalde interesse for planteverdenen herhjemme.
En fuldstændig liste over Hornemanns udgivelser er givet i Warming (1881) Blandt Hornemanns værker kan fremhæves:
- Forsøg til en dansk øconomisk Plantelære (1. Deel). Et Priisskrift. Kjøbenhavn 1796.
- Dansk oeconomisk Plantelære, Andet Oplag, forøget med norske og holsteenske Planter (1. Deel). Kbh. 1806.
- Flora Danica. Icones plantarum sponte nascentium in regnis Daniæ et Norvegiæ etc. Fasc. XXII-XXXIX (Vol. :VIII-XIII) c. tabb. aenis 1080. Ed. J. W. Hornemann. Havniæ 1806-1840. Folio

Vol. VIII: Fasc. 22, 1804; Fasc. 23, 1808; Fasc. 24, 1810.

Vol. IX: Fasc. 25, 1813; Fasc. 26, 1816; Fasc. 27, 1818.

Vol. X: Fasc. 28, 1819; Fasc. 29, 1821; Fasc. 30, 1823.

Vol. XI: Fasc. 31, 1825; Fasc. 32, 1827; Fasc. 33, 1829.

Vol. XII: Fasc. 34, 1834; Fasc. 35, 1832; Fasc. 36, 1834.

Vol. XIII: Fasc. 37, 1836; Fasc. 38. 1839; Fasc. 39, 1840.

- Hortus regius botanicus hafniensis, in usum tyronum et botanophilorum conscripsit J. W. Hornemann. Particula I – II. Hafniæ 1813-1815. 8. XIV. 995 p. (Hertil Supplementum 1-3, 1819-1822).
- Sammen med H.C. Ørsted og J. Reinhardt udgav han fra 1822-28 Tidsskrift for Naturvidenskaberne (Bind 1-5).

## Ekstern litteratur
- Jens Wilken Hornemann,  En rejse i Tyskland og Frankrig 1798-1800 skildret i breve af Jens Wilken Hornemann, J. Frimodt, 1963.
- Hornemann, Jens Wilken. Biografi af Emil Rostrup. Dansk biografisk Lexikon ((1887-1905). Bind VIII, Holst - Juul, p. 98.